# Moncarapacho
Moncarapacho é uma vila portuguesa que foi sede da extinta Freguesia de Moncarapacho do Município de Olhão, no Distrito de Faro, freguesia que tinha 75,19 km² de área e 7 717 habitantes (2011) e, por isso, uma densidade populacional de 102,6 hab./km².
A Freguesia de Moncarapacho foi extinta (agregada) pela reorganização administrativa de 2012/2013, sendo o seu território integrado na então criada União de Freguesias de Moncarapacho e Fuseta.
A povoação de Moncarapacho, por sua vez, havia sido elevada à categoria de vila em 1991.

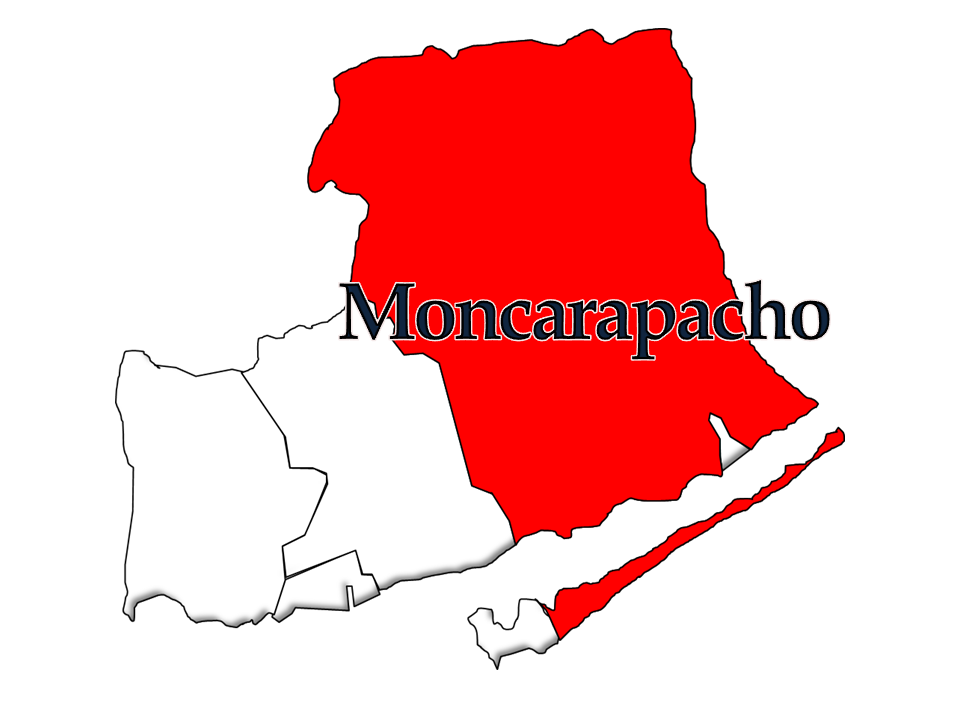
Localização da Freguesia de Moncarapacho no Município de Olhão

## População

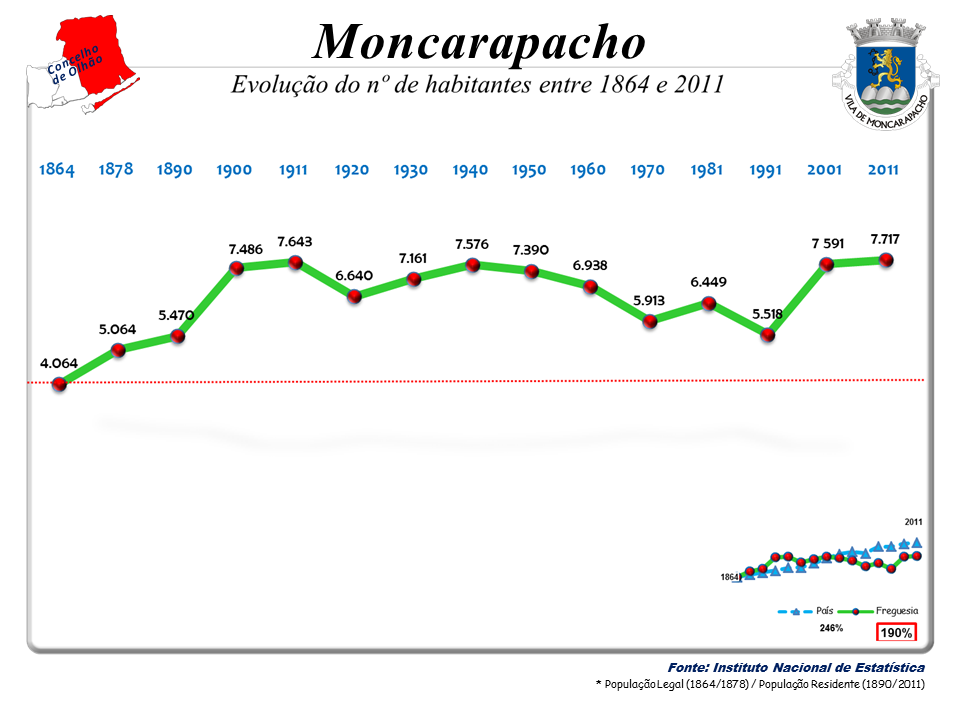
Evolução da População 1864 / 2011

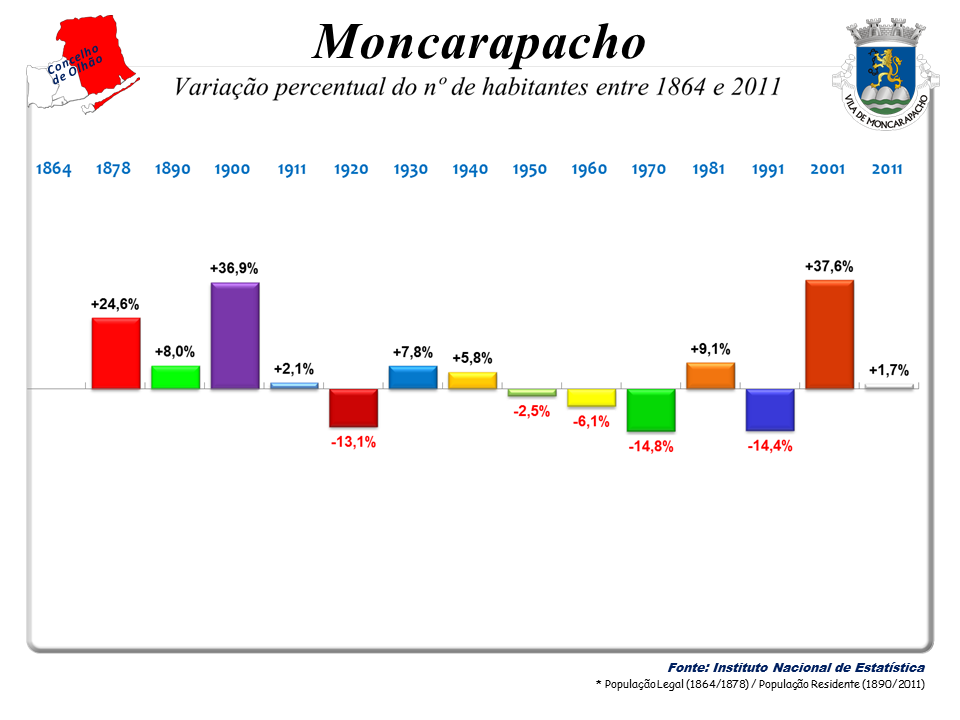
Variação da População 1864 / 2011

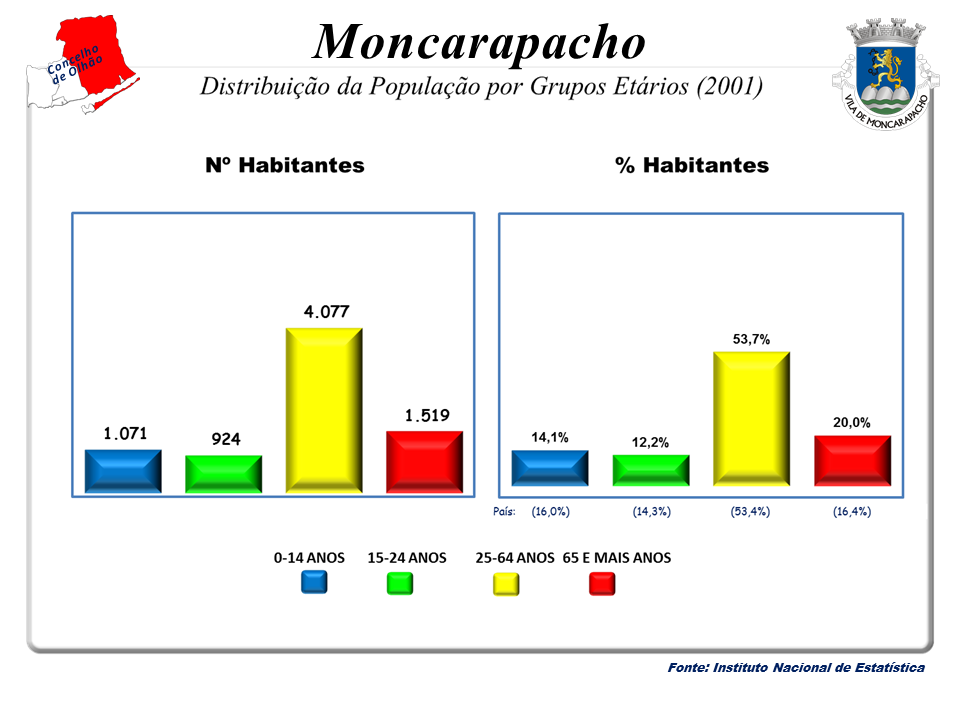
A População em 2001

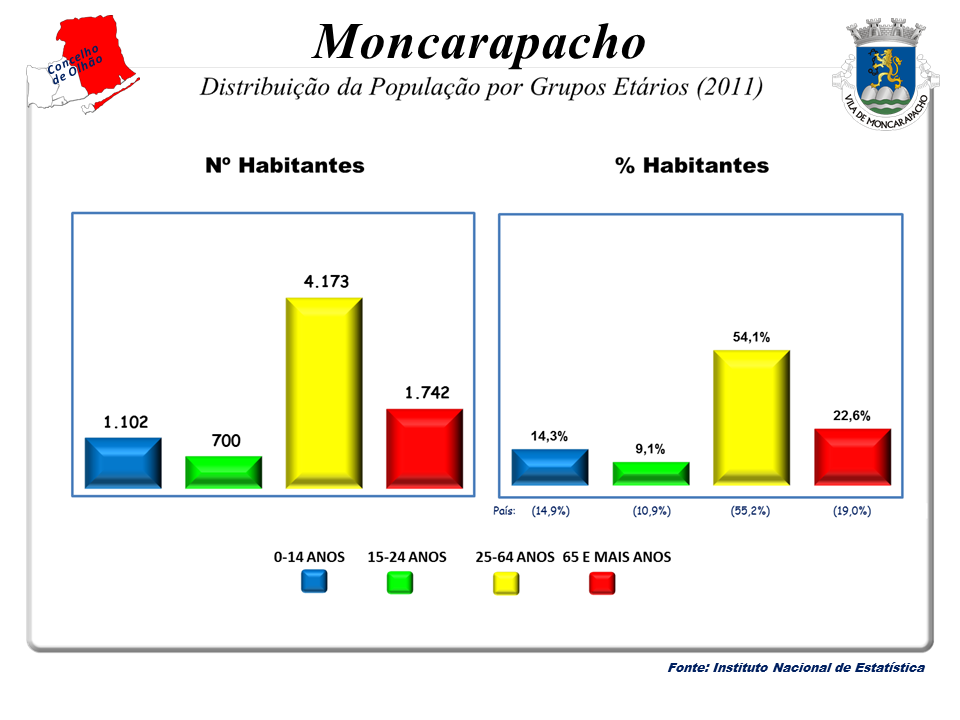
A População em 2011

| População da freguesia de Moncarapacho | População da freguesia de Moncarapacho | População da freguesia de Moncarapacho | População da freguesia de Moncarapacho | População da freguesia de Moncarapacho | População da freguesia de Moncarapacho | População da freguesia de Moncarapacho | População da freguesia de Moncarapacho | População da freguesia de Moncarapacho | População da freguesia de Moncarapacho | População da freguesia de Moncarapacho | População da freguesia de Moncarapacho | População da freguesia de Moncarapacho | População da freguesia de Moncarapacho | População da freguesia de Moncarapacho |
| -------------------------------------- | -------------------------------------- | -------------------------------------- | -------------------------------------- | -------------------------------------- | -------------------------------------- | -------------------------------------- | -------------------------------------- | -------------------------------------- | -------------------------------------- | -------------------------------------- | -------------------------------------- | -------------------------------------- | -------------------------------------- | -------------------------------------- |
| 1864                                   | 1878                                   | 1890                                   | 1900                                   | 1911                                   | 1920                                   | 1930                                   | 1940                                   | 1950                                   | 1960                                   | 1970                                   | 1981                                   | 1991                                   | 2001                                   | 2011                                   |
| 4 064                                  | 5 064                                  | 5 470                                  | 7 486                                  | 7 643                                  | 6 640                                  | 7 161                                  | 7 576                                  | 7 390                                  | 6 938                                  | 5 913                                  | 6 449                                  | 5 518                                  | 7 591                                  | 7 717                                  |

; 
;                
;

## Património
- Aldeia de Moncarapacho
- Solar da Farrobeira
- Igreja Matriz de Moncarapacho

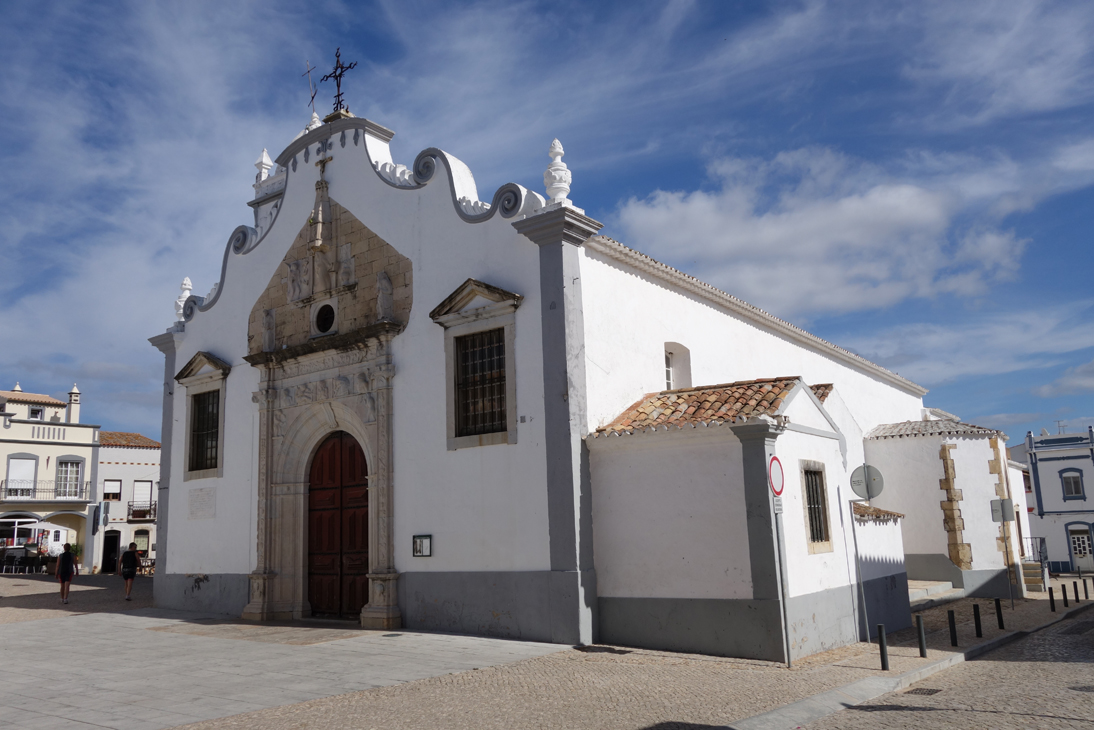
Igreja Matriz de Moncarapacho

- Igreja de São Sebastião dos Matinhos (ou do Bitoito)
- Casa-Museu Dr. José Fernandes Mascarenhas

## Toponímia
Há muitas hipóteses da toponímia de Moncarapacho. Aqui estão algumas:
- Pode ter vindo do Monte do Carapacho. Carapacho é uma palavra espanhola que significa carapaça. Este nome foi criado devido da vista do mar, que parecia uma carapaça. Mais tarde o Monte do Carapacho evoluiu e originou a palavra Moncarapacho;
- Moncarapacho pode ter vindo do Cerro de São Miguel na parte em que este cerro é denominado Monte Escarpado
devido ser alto, talhado a pique e sem o mais pequeno declive naquela parte. O nome Monte Escarpado evoluiu para Moncarapacho;
- Pode ter vindo também devido a uma senhora que morava no Cerro de São Miguel onde trabalhava com tecidos fazendo “capachos”que vendia. Dizia-se, no principio, Monte dos Capachos, mais tarde Montecapacho, que evoluiu para Moncarapacho.

## Rancho Folclórico de Moncarapacho
O rancho de Moncarapacho, nascido em 1963 e durante os seus 49 anos de existência tem-se dedicado à recolha de danças e cantares, bem como de todos os seus trajes, dos quais fazem parte: o Aguadeiro, o Pescador, o Bioco, o Conquilheiro, além de outro trajes de trabalho e cerimónia. As suas danças sempre alegres e num ritmo contagiante são compostas por corridinhos, bailes de roda e baile mandado.
Durante a sua existência, o rancho folclórico de Moncarapacho tem participado em centenas de Festivais Nacionais e Estrangeiros destacando-se entre muitos os festivais realizados nos seguintes países: França, Bélgica, Holanda, Itália, Marrocos, Suíça, Espanha, Alemanha, Luxemburgo, Croácia, Hungria, Polónia, Bulgária, Eslovénia, Ucrânia, Rep. Checa e Sardenha.

## Lugares
Além da vila, a Freguesia de Moncarapacho englobava as seguintes povoações ou lugares:
- Alfandanga
- Areias
- Bias do Norte
- Bias do Sul
- Fontes Santas
- Foupana
- Gião
- Lagoão
- Laranjeiro
- Maragota
- Murteira
- Pereirinhas
- Pereiro
- Pés do Cerro
- Quatrim do Sul
- Jordana